# ششمین مراسم گلدن گلوب
۶مین مراسم گلدن گلوب برای ارج نهادن به بهترین دستاوردهای فیلمسازی سال ۱۹۴۸ در ۱۶ مارس سال ۱۹۴۹ برگزار شد.
جین وایمن برنده بهترین بازیگر نقش اول زن شد. وی تا سال ۱۹۹۷ در ۸۶ فیلم بلند، ۱۰ فیلم کوتاه و ۷ اثر تلویزیونی ایفای نقش کرد. الن کوربی برنده بهترین بازیگر زن در نقش مکمل شد. وی بین سال‌های ۱۹۳۳ تا ۱۹۹۹ میلادی فعالیت می‌کرد. لارنس الیویه برنده بهترین بازیگر نقش اول مرد برای فیلم هملت شد. وی همچنین یکی از رکوردداران بیشترین نامزدی در بخش بهترین بازیگر نقش اول می‌باشد.
جان هیوستون برنده بهترین کارگردانی در ششمین مراسم گلدن گلوب شد. همچنین هیوستون موفق شد ۱۵ مرتبه نامزد دریافت جایزهٔ اسکار در دوران شغلی خود شود و پیرترین شخصی است که نامزد اسکار بهترین کارگردان در ۷۹ سالگی برای فیلم شرف خانواده پریتزی (۱۹۸۵) شد. او همچنین صاحب امتیاز بی‌مانند خانواده‌ای که سه نسل آن برنده جایزه اسکار شده‌اند است، چرا که پدرش (والتر هیوستون) و دخترش (آنجلیکا هیوستون) هر دو برای بازیگری به ترتیب در فیلم‌های گنج‌های سیرامادره و شرف خانواده پریتزی، که کارگردانی هر دو را نیز خود به‌عهده داشته، برندهٔ جایزهٔ اسکار شدند.
علاوه بر آن او ۱۳ بازیگر دیگر را با بازیگری در فیلمهایش به اسکار رساند: سیدنی گرین استریت، کلر تروور، سام جافی، هامفری بوگارت، کاترین هپبورن، خوزه فرر، کولت ماشاند، دبورا کر، گریسون هال، سوزان تایرل، آلبرت فینی، جک نیکلسون و ویلیام هیکی.

## برندگان

### جایزه گلدن گلوب بهترین فیلم – درام
جانی بلیندا به کارگردانی ژان نگولسکو و گنج‌های سیرا مادره به کارگردانی جان هیوستون

### جایزه گلدن گلوب بهترین بازیگر مرد – فیلم درام
لارنس الیویه - هملت 

### جایزه گلدن گلوب بهترین بازیگر زن – فیلم درام
جین وایمن - جانی بلیندا

### جایزه گلدن گلوب بهترین بازیگر نقش مکمل مرد
والتر هیوستون - گنج‌های سیرا مادره

### جایزه گلدن گلوب بهترین بازیگر نقش مکمل زن
الن کوربی - به یاد می‌آورم مادر 

### جایزه گلدن گلوب بهترین کارگردانی
جان هیوستون - گنج‌های سیرا مادره

### جایزه گلدن گلوب بهترین فیلم‌نامه
جستجو written by ریچارد شوایتزر

### جایزه گلدن گلوب بهترین موسیقی
کفش‌های قرمز composed by برایان ایسدیل

### جایزه گلدن گلوب بهترین فیلمبرداری
La perla photographed by گابریل فیگوروا

### Special Award - Best Juvenile Actor
جستجو در Ivan Jandl 

### Promoting International Understanding
جستجو به کارگردانی فرد زینمان